# Sy David Friedman
Pour les articles homonymes, voir Friedman.
Sy David Friedman (né le 23 mai 1953 à Chicago) est un mathématicien logicien américain qui travaille en logique mathématique et en théorie des ensembles.

## Biographie
Friedman étudie à l'université Northwestern et à partir de 1970 au Massachusetts Institute of Technology (MIT), où il obtient en 1976 un Ph. D. sous la direction de Gerald E. Sacks (titre de la thèse : « Recursion on Inadmissible Ordinals »). En 1979 il rejoint le corps enseignant du MIT ; à partir de 1990 il y est professeur titulaire. Depuis 1999 il est professeur de logique mathématique à l’université de Vienne et directeur du Kurt Gödel Forschungszentrums de logique mathématique à cette université. 
Sy Friedman travaille en théorie de la récursion, théorie axiomatique des ensembles (en relation avec la théorie des modèles) et théorie descriptive des ensembles. Un projet phare du centre est le Hyperuniverse Programme.
Sy Friedman est le frère de Harvey Friedman, également mathématicien logicien.

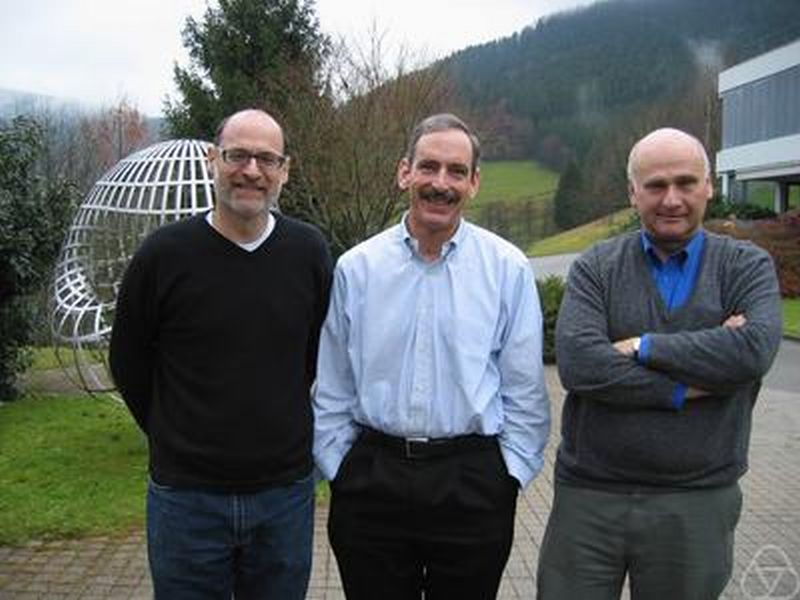
Friedman (à gauche), Hugh Woodin, Menachem Magidor (à droite), à Oberwolfach en 2005.

## Publications  (sélection)
- Sy D. Friedman, « Negative solutions to Post's problem. II », Annals of Mathematics, vol. 113, no 1,‎ 1981, p. 25–43 (DOI 10.2307/1971132, JSTOR 1971132)
- Sy D. Friedman, « A guide to "Coding the Universe" by Beller, Jensen, Welch », Journal of Symbolic Logic, vol. 50, no 4,‎ 1985, p. 1002–1019 (DOI 10.2307/2273986, JSTOR 2273986)
- Sy D. Friedman, « The {\displaystyle \Pi _{2}^{1}}-singleton conjecture », Journal of the American Mathematical Society, vol. 3, no 4,‎ 1990, p. 771–791 (DOI 10.1090/S0894-0347-1990-1071116-6)
- Sy D. Friedman, « Genericity and large cardinals », Journal of Symbolic Logic, vol. 5, no 2,‎ 2005, p. 149–166 (DOI 10.1142/S0219061305000420)
- Sy D. Friedman, « Internal consistency and the inner model hypothesis », Bull. Symbolic Logic, vol. 12,‎ 2006, p. 591–600
- Sy D. Friedman, « Large Cardinals and L-like universes », Quaderni di Matematica, vol. 17,‎ 2007, p. 93–110

Monographie
- (en) Sy D. Friedman, Fine structure and class forcing, Berlin, Walter de Gruyter & Co., coll. « de Gruyter Series in Logic and its Applications » (no 3), 2000, 221 p. (ISBN 3-11-016777-8, lire en ligne)